# Carol Menken-Schaudt
Carol Jean Menken, coniugata Schaudt (Albany, 23 novembre 1957), è un'ex cestista statunitense.

## Carriera
Centro, cresciuta come giocatrice alla Oregon State University. Nel 1984 ha vinto insieme alla nazionale statunitense la medaglia d'oro alle Olimpiadi di Los Angeles.

## Palmarès
- Coppa Ronchetti: 1

SS Roma: 1983-1984